# Cardigan (Ceredigion)
Cardigan (walisisk: Aberteifi) er både en by og et community i countiet i Ceredigion, Wales. Byen ligger i tidevandsområdet ved floden Teifi ikke lang fra hvor den løber ud i Cardigan Bay, hvor Ceredigion støder op til Pembrokeshire. Cardigan var county town i det historiske county Cardiganshire. Cardigan er den næststørste by i Ceredigion. I 2001 havde byen et befolkningstal på 4.203, hvilket var reduceret 4.184 i 2011. Den største by i countiet er Aberystwyth med ca. 18.000 indbyggere, og det er den ene af de to administrative centre i countiet, mens det andet er Aberaeron med ca. 1.400 indbyggere.
Bosættelsen i Cardigan blev udviklet omkring den normannisk borg, Cardigan Castle, der blev opført i slutningen af 1000-tallet og begyndelsen af 1100-tallet. Borgen blev brugt til det første Nationale Eisteddfod i 1176. Byen blev vigtig havn i 1700-tallet, men det gik tilbage igen i 1900-tallet, da havnen sandede til. Borgen blev restaureret i 2014.
Det moderne Cardigan er en kompakt by, der har de fleste faciliteter inden for detailhandel, uddannelse, sundhed, religion og sport.